# Станіслав Шукальський
Станіслав Шукальський (пол. Stanisław Szukalski; 13 грудня 1893 — 19 травня 1987) — польський скульптор і художник, лідер групи Плем'я Рогате серце, був частиною Чиказького Відродження. Мистецтво Шукальського демонструло вплив стародавніх культур, таких як єгипетська, слов'янська та ацтекська, у поєднанні з елементами модерну, від різних течій європейського модернізму початку 20 століття — кубізму, експресіонізму, футуризму та доколумбового мистецтва. Протягом 1920-х років його прославляли як «найбільшого нинішнього художника» Польщі. Стиль його мистецтва отримав назву «зігнутий класицизм».
Він також розвинув псевдонауково-історичну теорію церматизму, припускаючи, що вся людська культура походить від острова Пасхи після потопу, і що людство перебуває у вічній боротьбі з нащадками Єті («єтінсинами»).

## Біографія

### Між Польщею та Чикаго
Шукальський народився 1893 року у місті Варта і виріс у Гідле. Переїхав до Нью-Йорка разом зі своєю матір'ю Констанцією та сестрою Альфредою 27 червня 1907 року; потім вони поїхали до Чикаго, щоб приєднатися до його батька, Діонізія Шукальського, який працював ковалем. Станіслав у віці 13 років вступив до Чиказького художнього інституту. Через рік скульптор Антон Попель переконав батьків Шукальського відправили його назад до Польщі, щоб вступити до Академії красних мистецтв у Кракові. Там він три роки вивчав скульптуру у Константа Лящки. У 1913 році він повернувся до Чикаго
Повернувшись у США, Шукальський приєднався до мистецької сцени Чикаго, ставши важливою частиною «Чиказького Відродження». У листопаді 1914 року він виставив сім своїх скульптур на щорічній виставці американського живопису та скульптури у галереях Художнього інституту. Мав дві персональні виставки в Художньому інституті 1916 і 1917 рр., а також одну в Клубі прогресивних мистецтв 1919 р.; він також регулярно брав участь у щорічних виставках в Інституті мистецтв. У 1922 році він одружився з художницею Гелен Вокер.

### Пам'ятник Міцкевичу у Вільнюсі
Перший проєкт пам'ятника польському поету Адаму Міцкевичу, який планувався спорудити у Вільнюсі, був запропонований Збігнєвом Пронашко з Вільнюського університету. Однак у травні 1925 року було оголошено конкурс на проєкт пам'ятника. Термін подання кілька разів подовжувався, і врешті було подано 67 проєктів. Журі складалося з муніципальної влади Вільнюса та представників мистецької сцени на чолі з генералом Люціаном Желіговським.
Шукальський отримав перше місце на конкурсі. Його проєкт пам'ятника показував оголеного Міцкевича, лежачого на жертовному вівтарі . Скульптура повинна була розташована на великому постаменті у формі ацтекської піраміди. Білий орел, національний символ Польщі, сидів збоку від фігури, де він символічно пив кров із рани поета.
Дизайн Шукальського викликав великі суперечки серед польської інтелігенції, керівництва та мистецтвознавців, а також звичайних людей. Поляризована атмосфера змусила комітет організувати новий конкурс, цього разу обмежившись концепціями митців, запрошених до участі. Переможцем став Генрик Куна, чию пропозицію було обрано для будівництва. Однак через низку проблем як з фінансуванням, так і з підходящим місцем спорудження пам'ятника затягнулося. З початком Другої світової війни та приєднанням Вільнюса до Литви проєкт був закинутий.

### Європейські подорожі
У 1925 році Шукальський брав участь у Всесвітній виставці сучасного та декоративного мистецтва в Парижі, де отримав численні нагороди. Проте його успіх розкритикувала польська преса, оскільки Шукальський, який представляв Польщу на виставці, навіть не жив у цій країні.20 червня 1926 року в Парижі Гелен Вокер народила єдину дитину Шукальського — доньку Ельжбету Калину (Калинку).
Після подорожі Європою у 1926—1928 роках Шукальський поїхав до Кракова, де влаштував ретроспективну виставку. У 1929 році він був засновником мистецького руху під назвою «Плем'я рогатого серця», центром якого були польські художники, які шукали натхнення в язичницькій або дохристиянській історії Польщі.
У 1929 році Шукальський опублікував роботу «Проєкти в дизайні: Скульптура та архітектура», що містила малюнки, які варіювалися від дуже деталізованих декоративних архітектурних елементів (каміни, дверні прорізи та вікна) до ідеалізованих планів міста (мости, надгробки та пам'ятники). У 1932 році розлучився з Гелен.

У вересні 1934 року в Голлівуді Шукальський одружився з Джоан Лі Донован (нар. 1910), яка була вихователькою в дитячому садку його дочки в Чикаго. Весілля відбулося вдома у сценариста Воллеса Сміта, який був шафером.

### Повернення до Польщі
У 1936 році Шукальський повернувся до Польщі за фінансової підтримки міністра фінансів. Він завершив кілька скульптур, наприклад пам'ятник Болеславу Хороброму, і прикрасив фасад Сілезького музею в Катовицях, а також будівлі місцевого самоврядування в цьому місті. Уряд надав йому велику майстерню у Варшаві, і проголосив її Національним музеєм Шукальського. Там містилося багато його картин і масивних скульптур, що вирізняються своєю драматичною міфологічною образністю.
Під час облоги Варшави німецькою армією у вересні 1939 року було знищило більшу частину його студії внаслідок авіабомбардування. З двома валізами Шукальський і його дружина сховалися в посольстві США, оскільки обидва були американськими громадянами. На початку листопада вони були серед приблизно 100 американців, які залишилися у Варшаві. Зрештою вони втекли з Польщі та змогли повернутися до Сполучених Штатів.
Він залишив майже всю свою роботу в Польщі. Більшість того, що не було втрачено під час бомбардувань, було знищено німцями-окупантами.

### Каліфорнія
У 1940 році Шукальський з дружиною оселилися в Лос-Анджелесі. Він підробляв на кіностудіях, створював декорації.
Протягом останніх років його кар'єри головними проєктами Шукальського у скульпторі були «Прометей» (1943), розроблений для Парижа на честь французьких партизанів; Півень Галлії (1960), гігантська і складна споруда, яку він хотів, щоб США подарували Франції у відповідь за Статую Свободи; Катинь (1979), пам'ятник на честь загибелі понад 20 000 польських офіцерів та інтелектуалів, убитих радянською владою під час Другої світової війни; та пам'ятник, призначений для міста Венеція (1982), із зображенням папи Івана Павла II. Жоден із цих проєктів не прибув до місць призначення і зберігався у друзях Шукальського.

Друга дружина Шукальського, Джоан, померла в 1980 році Після смерті Шукальського в 1987 році група його шанувальників розвіяла його прах на острові Пасхи, у каменоломні Рано Рараку.

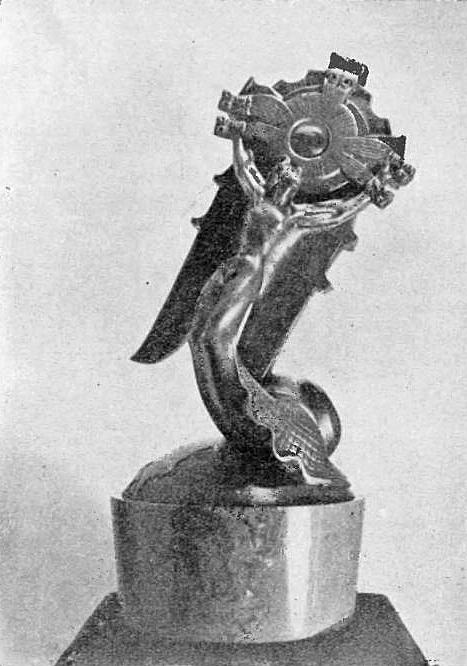
Кубок Гордона Беннетта 1936 року
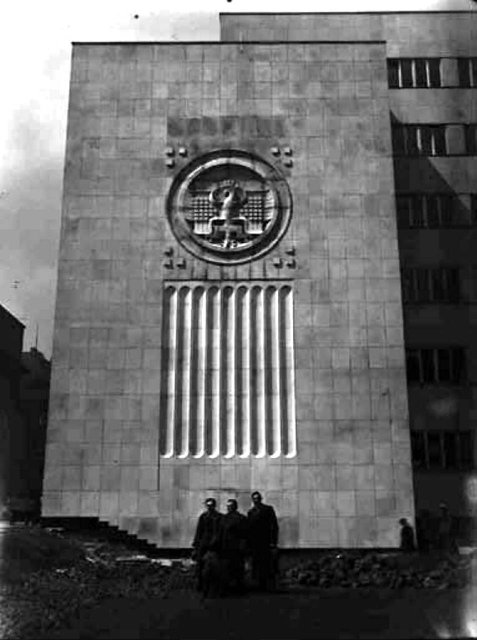
Орел Шукальського на Будинку Управління для інвалідів у Катовицях, 1938-1939 (барельєф знищено під час Другої світової війни)
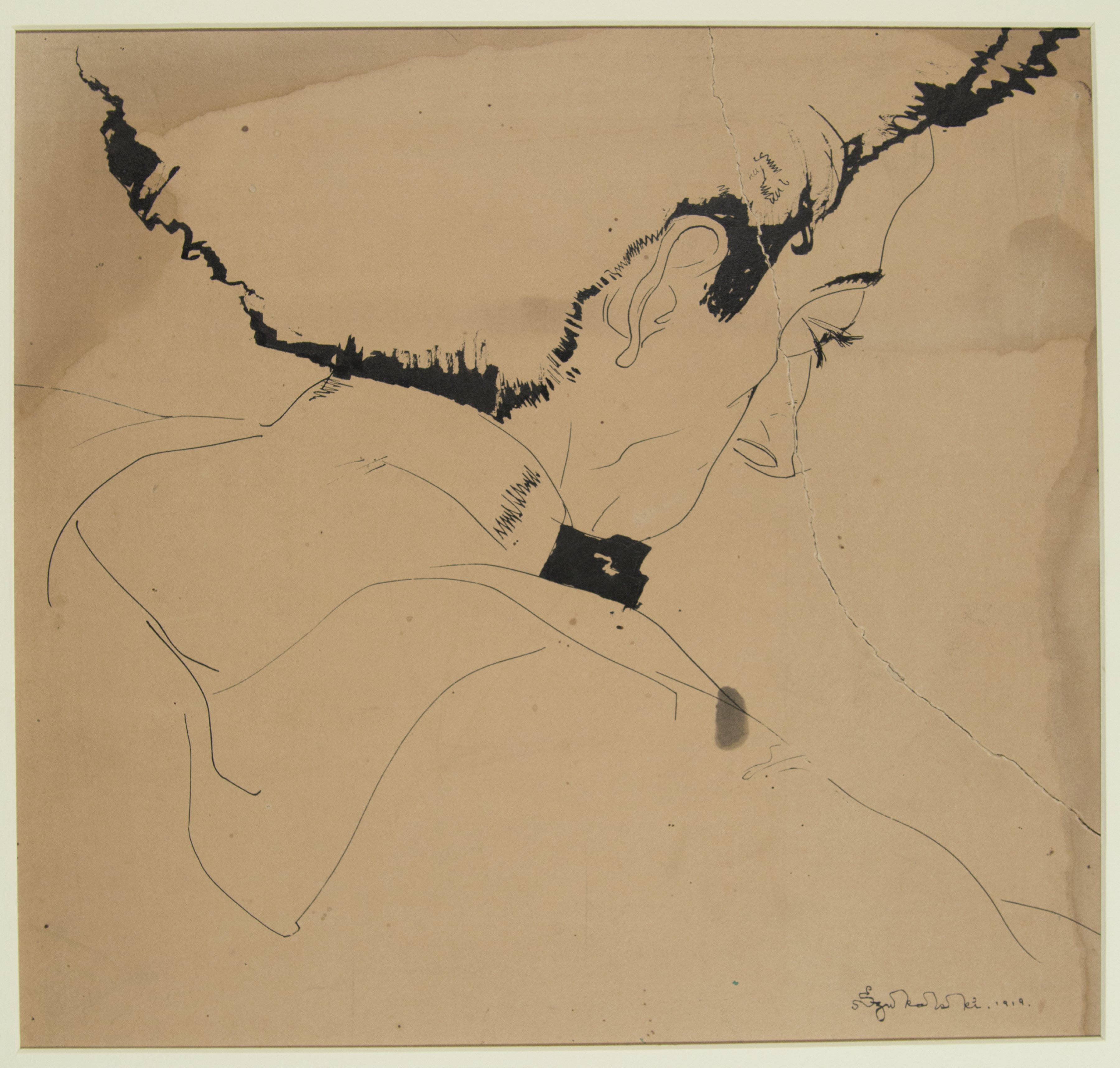
Малюнок тушшю невстановленої няні

## Церматизм і протонг
Починаючи з 1940 року, Шукальський присвятив більшу частину свого часу дослідженню таємниць доісторичної стародавньої історії людства, формування та утворення мов, вірувань, звичаїв, мистецтва та міграції народів. Він намагався розгадати походження географічних назв, богів і символів, які в різних формах збереглися в різних культурах. Завдяки своїм дослідженням на ці теми Шукальський стверджував, що виявив польське походження для різних стародавніх місць і людей у мові під назвою протонг. За словами Шукальського, Протонг можна було побачити в явищах, починаючи від очевидного польського походження Вавилона до польської ідентичності Ісуса. Кульмінацією цієї роботи стала масивна книга під назвою Protong (польською Macimowa), написання якої безперервно тривало понад 40 років. Він написав рукопис із 42 томів із понад 25 000 сторінок і 14 000 ілюстрацій. Томи охоплювали різноманітні питання; його ручні малюнки артефактів, які він вважав «свідками», були зроблені для підтвердження його теорій.
Церматизм, концепція всесвітньої історії Шукальського, постулював, що вся людська культура походить від мешканців островів Пасхи після потопу, які оселилися у Церматті в Альпах (звідси назва), і що в усіх людських мовах можна знайти сліди первісної, давньої рідної мови людства, що має архаїчне польське походження. На його думку, людство було замкнене у вічній боротьбі з Синами Єті («єтінсинами»), нащадками Єті та людей, які поневолювали людство з незапам'ятних часів. Він стверджував, що фігури бога Пана на грецьких вазах зображують істот, які насправді існували, продукт мавп єті, які ґвалтували людських жінок. Шукальський використовував свої значні художні таланти, щоб проілюструвати свої теорії, які, незважаючи на відсутність наукової цінності, здобули культ у прихильників переважно завдяки своїй естетичній цінності.

## Мистецька спадщина
Роботи Шукальського знаходяться в постійній експозиції Польського музею Америки в Чикаго. Жодна з його робіт у Варшаві не пережила руйнування під час Другої світової війни. На додаток до ретроспективи Laguna, відомі виставки його робіт включають «The Self-Born» у Varnish Fine Art, Сан-Франциско, у 2005 році, та «Mantong and Protong», де Шукальський виставлявся у парі з іншим неортодоксальним теоретиком історії Землі, Річардом Шейвером у Міському коледжі Пасадени в 2009 році.
У 2018 році Леонардо Ді Капріо зняв документальний фільм під назвою «Боротьба: Життя та втрачене мистецтво Шукальського», який вийшов на Netflix 21 грудня 2018 року.